# Arginești
Arginești – wieś w Rumunii, w okręgu Mehedinți, w gminie Butoiești. W 2011 roku liczyła 560 mieszkańców.